# Collegium
Collegium (paraula llatina que designa als que comparteixen una associació o un càrrec, en plural collegia) era el nom d'una institució romana, una associació d'almenys tres persones creada amb una finalitat permanent i lícita, reconeguda per l'estat, segons Titus Livi i Tàcit. Els membres d'un collegium (col·legi) eren anomenats collegae o sodales.

## Història
Els primers collegia tenien finalitats religioses i després van tenir fins socials, culturals i d'agremiació. N'hi havia una gran varietat. De tipus religiós els més importants eren el col·legi dels Àugurs, el col·legi dels Pontífexs, el dels Epulons i els Quindecemviri Sacris Faciundis. Suetoni diu que els sacerdots de gairebé tots els temples estaven agrupats en el seu corresponent col·legi. Els magistrats que tenien el mateix càrrec formaven normalment un col·legi. («magistratus municipales cum unum magistratum administrant etiam unius hominis vicem sustinent»,diu el Digest) Ciceró parla del col·legi dels pretors, del col·legi dels Tribuns de la plebs. Segons la definició de col·legi, els cònsols, que només n'eren dos, no podien formar un col·legi, però l'un a l'altre s'anomenaven col·legues, i el càrrec en conjunt s'anomenava col·legi. Els decurions de les ciutats, que tenia els càrrecs municipals formaven una corporació. Hi havia també col·legis de legions i altres unitats militars, segons el Digest, i fins i tot associacions de funcionaris de l'estat.
Hi havia altres col·legis amb finalitats financeres, comercials i industrials, diuen Titus Livi i Tàcit, com ara els publicans, que arrendaven els ingressos del tresor públic, i als que es fan referència Ciceró i altres escriptors clàssics. També n'hi havia que gestionaven les salines i les mines de plata i or, i col·legis d'obrers manuals (fabri) en totes les indústries, semblants als gremis. I finalment les collegia sodalicia, associacions o clubs amb finalitats menys definides, a vegades religioses, a vegades polítiques i a vegades subversives, diuen Ciceró, Plini el Vell i el Digest.
Les Lleis de les dotze taules (de mitjans del segle v aC) permetien l'absoluta llibertat d'asociació, però a partir del final de la República Romana es van establir restriccions per tal de resoldre el difícil clima polític de l'època. Molts col·legis s'havien decantat cap a finalitats polítiques i subversives i arribaven a vendre els vots dels seus associats al millor postor. L'any 7 August va fer votar la lex Iulia de collegiis que va suprimir tots els existents excepte els més antics i restringia la creació de nous col·legis, que havien d'obtenir el reconeixement del Senat per constituir-se. Més tard, era l'emperador qui n'autoritzava la creació. A partir de Constantí es va facilitar la creació dels col·legis que tinguessin finalitats de culte als morts o eclesiàstiques.